# Eliminatórias da Copa do Mundo FIFA de 2018 - África (segunda fase)
Esta página apresenta os resultados da segunda fase das eliminatórias africanas para a Copa do Mundo FIFA de 2018. As partidas foram disputadas entre 9 e 17 de novembro de 2015.

## Formato
Um total de 40 times disputaram a vaga na terceira fase em partidas de ida e volta.

## Chaveamento
O sorteio para esta fase foi realizado como parte do sorteio preliminar da Copa do Mundo de 2018 em 25 de julho de 2015 em São Petersburgo na Rússia.
A divisão nos potes foi baseada no ranking da FIFA de julho de 2015 (mostrados nos parênteses). As 27 equipes que se classificaram automaticamente a esta fase foram divididas em três potes:
| Pote 1 | vencedores da primeira fase |
| --- | --- |
| 1. Argélia (19) 2. Costa do Marfim (21) 3. Gana (25) 4. Tunísia (32) 5. Senegal (39) 6. Camarões (42) 7. Congo (47) 8. Cabo Verde (52) 9. Egito (55) 10. Nigéria (57) 11. Guiné (58) 12. RD Congo (60) 13. Mali (61) | 1. Níger (96) 2. Etiópia (101) 3. Namíbia (114) 4. Quénia (116) 5. Botsuana (120) 6. Madagascar (122) 7. Mauritânia (128) 8. Burundi (131) 9. Essuatíni (138) 10. Tanzânia (139) 11. Libéria (161) 12. Chade (173) 13. Comores (187) |
| Pote 2 | Pote 3 |
| 1. Guiné Equatorial (63) 2. Gabão (65) 3. África do Sul (70) 4. Zâmbia (71) 5. Burquina Fasso (72) 6. Uganda (73) 7. Ruanda (78)                                                                                     | 1. Togo (83) 2. Marrocos (84) 3. Sudão (90) 4. Angola (92) 5. Moçambique (95) 6. Benim (96) 7. Líbia (96) |

Nota: A identidade dos vencedores da primeira fase não era conhecido na época em que o sorteio foi realizado.

## Partidas
| Equipe 1   | Total         | Equipe 2         | 1.º jogo | 2.º jogo |
| ---------- | ------------- | ---------------- | -------- | -------- |
| Níger      | 0–3           | Camarões         | 0–3      | 0–0      |
| Mauritânia | 2–4           | Tunísia          | 1–2      | 1–2      |
| Namíbia    | 0–3           | Guiné            | 0–1      | 0–2      |
| Etiópia    | 4–6           | Congo            | 3–4      | 1–2      |
| Chade      | 1–4           | Egito            | 1–0      | 0–4      |
| Comores    | 0–2           | Gana             | 0–0      | 0–2      |
| Essuatíni  | 0–2           | Nigéria          | 0–0      | 0–2      |
| Botsuana   | 2–3           | Mali             | 2–1      | 2–3      |
| Burundi    | 2–6           | RD Congo         | 2–3      | 0–3[A]   |
| Libéria    | 0–4           | Costa do Marfim  | 0–1      | 0–3      |
| Madagascar | 2–5           | Senegal          | 2–2      | 0–3      |
| Quénia     | 1–2           | Cabo Verde       | 1–0      | 0–2      |
| Tanzânia   | 2–9           | Argélia          | 2–2      | 0–7      |
| Sudão      | 0–3           | Zâmbia           | 0–1      | 0–2      |
| Líbia      | 4–1           | Ruanda           | 1–0      | 3–1      |
| Marrocos   | 2–1           | Guiné Equatorial | 2–0      | 0–1      |
| Moçambique | 1–1 (3–4 pen) | Gabão            | 1–0      | 0–1      |
| Benim      | 2–3           | Burquina Fasso   | 2–1      | 0–2      |
| Togo       | 0–4           | Uganda           | 0–1      | 0–3      |
| Angola     | 1–4           | África do Sul    | 1–3      | 0–1      |

| 13 de novembro de 2015 | Níger | 0 – 3     | Camarões                             | Stade Général Seyni Kountché, Niamey               |
| 16:00 (UTC+1)          |       | Relatório | Mbia 36' · Aboubakar 38' · Salli 40' | Público: 20 000 Árbitro: MAR Noureddine El-Jaafari |

| 17 de novembro de 2015 | Camarões | 0 – 0     | Níger | Stade Ahmadou Ahidjo, Iaundé             |
| 15:00 (UTC+1)          |          | Relatório |       | Público: 5 000 Árbitro: EGY Gehad Grisha |

Camarões venceu por 3–0 no placar agregado e avançou a terceira fase.
| 13 de novembro de 2015 | Mauritânia  | 1 – 2     | Tunísia                    | Stade Olympique, Nouakchott                    |
| 17:00 (UTC+0)          | N'Diaye 22' | Relatório | Khazri 62' · Chikhaoui 69' | Público: 9 000 Árbitro: GAB Eric Otogo-Castane |

| 17 de novembro de 2015 | Tunísia                     | 2 – 1     | Mauritânia | Stade Olympique de Radès, Radès         |
| 18:00 (UTC+1)          | Ben Youssef 51' · Bguir 83' | Relatório | Bessam 71' | Público: 3 000 Árbitro: UGA Denis Batte |

Tunísia venceu por 4–2 no placar agregado e avançou a terceira fase.
| 12 de novembro de 2015 | Namíbia | 0 – 1     | Guiné     | Estádio Sam Nujoma, Windhoek               |
| 16:00 (UTC+2)          |         | Relatório | Keïta 27' | Público: 2 000 Árbitro: MAR Redouane Jiyed |

| 15 de novembro de 2015 | Guiné                     | 2 – 0     | Namíbia | Estádio Mohammed V, Casablanca (Marrocos)[B] |
| 19:00 (UTC+0)          | Id. Sylla 43' · Keïta 79' | Relatório |         | Público: 1 000 Árbitro: CIV Bienvenu Sinko   |

Guiné venceu por 3–0 no placar agregado e avançou a terceira fase.
| 14 de novembro de 2015 | Etiópia                                | 3 – 4     | Congo                                                  | Estádio Adis Abeba, Adis Abeba                  |
| 16:00 (UTC+3)          | Kebede 41' · Fekadu 82' · Bekele 90+1' | Relatório | Bifouma 43' · Kounkou 62' · N'Dinga 74' · Binguila 80' | Público: 30 000 Árbitro: TUN Mohamed Said Kordi |

| 17 de novembro de 2015 | Congo                     | 2 – 1     | Etiópia    | Stade Alphonse Massemba-Débat, Brazavile      |
| 16:00 (UTC+1)          | N'Ganga 48' · Bifouma 54' | Relatório | Kebede 29' | Público: 17 000 Árbitro: SDN El Fadil Mohamed |

Congo venceu por 6–4 no placar agregado e avançou a terceira fase.
| 14 de novembro de 2015 | Chade          | 1 – 0     | Egito | Stade Omnisports Idriss Mahamat Ouya, N'Djamena |
| 15:30 (UTC+1)          | N'Douassel 73' | Relatório |       | Público: 10 000 Árbitro: NGA Ferdinand Udoh     |

| 17 de novembro de 2015 | Egito                                | 4 – 0     | Chade | Estádio Borg El Arab, Alexandria                |
| 18:30 (UTC+2)          | Elneny 5' · Said 10' · Koka 35', 39' | Relatório |       | Público: 35 000 Árbitro: BDI Thierry Nkurunziza |

Egito venceu por 4–1 no placar agregado e avançou a terceira fase.
| 13 de novembro de 2015 | Comores | 0 – 0     | Gana | Stade Said Mohamed Cheikh, Mitsamiouli      |
| 15:00 (UTC+3)          |         | Relatório |      | Público: 7 000 Árbitro: ZIM Norman Matemera |

| 17 de novembro de 2015 | Gana                     | 2 – 0     | Comores | Estádio Baba Yara, Kumasi                  |
| 15:00 (UTC+0)          | Wakaso 18' · J. Ayew 86' | Relatório |         | Público: 16 480 Árbitro: LBY Mohamed Ragab |

Gana venceu por 2–0 no placar agregado e avançou a terceira fase.
| 13 de novembro de 2015 | Essuatíni | 0 – 0     | Nigéria | Estádio Nacional Somhlolo, Lobamba         |
| 19:00 (UTC+2)          |           | Relatório |         | Público: 5 918 Árbitro: BEN Akintoye Koole |

| 17 de novembro de 2015 | Nigéria                 | 2 – 0     | Essuatíni | Estádio Adokiye Amiesimaka, Port Harcourt   |
| 16:00 (UTC+1)          | Simon 51' · Ambrose 86' | Relatório |           | Público: 27 000 Árbitro: NAM Jackson Pavaza |

Nigéria venceu por 2–0 no placar agregado e avançou a terceira fase.
| 14 de novembro de 2015 | Botsuana                     | 2 – 1     | Mali    | Estádio Francistown, Francistown         |
| 16:00 (UTC+2)          | Gadibolae 13' · Mogorosi 23' | Relatório | Sow 57' | Público: 26 223 Árbitro: COM Ali Adelaid |

| 17 de novembro de 2015 | Mali                         | 2 – 0     | Botsuana | Stade du 26 Mars, Bamako                    |
| 19:00 (UTC+0)          | Diabaté 10' (pen) · Sako 29' | Relatório |          | Público: 15 000 Árbitro: MTN Ali Lemghaifry |

Mali venceu por 3–2 no placar agregado e avançou a terceira fase.
| 12 de novembro de 2015 | Burundi         | 2 – 3     | RD Congo                            | Estádio Príncipe Louis Rwagasore, Bujumbura    |
| 15:30 (UTC+2)          | Amissi 37', 81' | Relatório | Bolasie 5' · Ndombe Mubele 85', 87' | Público: 8 000 Árbitro: SWZ Mbongiseni Fakudze |

| 15 de novembro de 2015 | RD Congo                        | 3 – 0[A]  | Burundi                             | Stade des Martyrs, Kinshasa                           |
| 15:30 (UTC+1)          | Nkololo 16' · Bolasie 77' (pen) | Relatório | Mbokani 27' · Abdul Razak 89' (pen) | Público: 80 000 Árbitro: ERI Luelseghed Ghebremichael |

RD Congo venceu por 6–2 no placar agregado e avançou a terceira fase.
| 13 de novembro de 2015 | Libéria | 0 – 1     | Costa do Marfim    | Estádio Antoinette Tubman, Monróvia           |
| 16:00 (UTC+0)          |         | Relatório | Gohi Bi Cyriac 44' | Público: 12 000 Árbitro: TUN Youssef Essrayri |

| 17 de novembro de 2015 | Costa do Marfim         | 3 – 0     | Libéria | Stade Félix Houphouët-Boigny, Abidjan     |
| 17:00 (UTC+0)          | Sio 16', 35' · Seri 63' | Relatório |         | Público: 13 000 Árbitro: CGO Lazard Tsiba |

Costa do Marfim venceu por 4–0 no placar agregado e avançou a terceira fase.
| 13 de novembro de 2015 | Madagascar                             | 2 – 2     | Senegal              | Estádio Municipal Mahamasina, Antananarivo  |
| 14:30 (UTC+3)          | Andriatsima 27' · Rakotoharimalala 59' | Relatório | Diouf 70' · Mané 82' | Público: 24 000 Árbitro: RWA Hudu Munyemana |

| 17 de novembro de 2015 | Senegal                              | 3 – 0     | Madagascar | Estádio Léopold Sédar Senghor, Dakar      |
| 19:00 (UTC+0)          | Kouyaté 19' · Konaté 54' · Diouf 83' | Relatório |            | Público: 35 000 Árbitro: BOT Joshua Bondo |

Senegal venceu por 5–2 no placar agregado e avançou a terceira fase.
| 13 de novembro de 2015 | Quénia    | 1 – 0     | Cabo Verde | Estádio Nacional Nyayo, Nairóbi            |
| 16:00 (UTC+3)          | Olunga 9' | Relatório |            | Público: 12 000 Árbitro: CIV Denis Dembele |

| 17 de novembro de 2015 | Cabo Verde            | 2 – 0     | Quénia | Estádio Nacional, Praia                     |
| 18:00 (UTC−1)          | Héldon Ramos 44', 52' | Relatório |        | Público: 12 000 Árbitro: GHA Joseph Lamptey |

Cabo Verde venceu por 2–1 no placar agregado e avançou a terceira fase.
| 14 de novembro de 2015 | Tanzânia                 | 2 – 2     | Argélia          | Estádio Nacional, Dar es Salaam              |
| 16:30 (UTC+3)          | Maguri 43' · Samatta 54' | Relatório | Slimani 71', 75' | Público: 37 913 Árbitro: MLI Mahamadou Keita |

| 17 de novembro de 2015 | Argélia                                                                                 | 7 – 0     | Tanzânia | Stade Mustapha Tchaker, Blida            |
| 19:15 (UTC+1)          | Brahimi 1' · Ghoulam 24', 59' (pen) · Mahrez 42' · Slimani 48', 75' (pen) · Medjani 71' | Relatório |          | Público: 35 000 Árbitro: CMR Sidi Alioum |

Argélia venceu por 9–2 no placar agregado e avançou a terceira fase.
| 11 de novembro de 2015 | Sudão | 0 – 1     | Zâmbia      | Estádio de Carima, Carima                    |
| 20:00 (UTC+3)          |       | Relatório | Kalengo 28' | Público: 12 000 Árbitro: ALG Mohamed Benouza |

| 15 de novembro de 2015 | Zâmbia                    | 2 – 0     | Sudão | Estádio Levy Mwanawasa, Ndola               |
| 15:00 (UTC+2)          | Musonda 58' · Kalengo 80' | Relatório |       | Público: 40 000 Árbitro: GAM Bakary Gassama |

Zâmbia venceu por 3–0 no placar agregado e avançou a terceira fase.
| 13 de novembro de 2015 | Líbia              | 1 – 0     | Ruanda | Stade Olympique de Sousse, Sousse (Tunísia)[C] |
| 14:30 (UTC+1)          | Al Badri 46' (pen) | Relatório |        | Público: 500 Árbitro: SEN Malang Diedhiou      |

| 17 de novembro de 2015 | Ruanda          | 1 – 3     | Líbia                                | Stade Régional Nyamirambo, Kigali       |
| 15:30 (UTC+2)          | Tuyisenge 45+1' | Relatório | El Monir 36', 90+3' · Al Ghanodi 47' | Público: 8 000 Árbitro: DJI Djamal Aden |

Líbia venceu por 4–1 no placar agregado e avançou a terceira fase.
| 12 de novembro de 2015 | Marrocos                  | 2 – 0     | Guiné Equatorial | Stade d'Agadir, Agadir                      |
| 19:00 (UTC+0)          | El-Arabi 30' · Bammou 66' | Relatório |                  | Público: 32 000 Árbitro: RSA Daniel Bennett |

| 15 de novembro de 2015 | Guiné Equatorial | 1 – 0     | Marrocos | Estádio de Bata, Bata                      |
| 16:00 (UTC+1)          | Engonga 17'      | Relatório |          | Público: 20 000 Árbitro: ZAM Janny Sikazwe |

Marrocos venceu por 2–1 no placar agregado e avançou a terceira fase.
| 11 de novembro de 2015 | Moçambique  | 1 – 0     | Gabão | Estádio do Zimpeto, Maputo                    |
| 19:00 (UTC+2)          | Pelembe 55' | Relatório |       | Público: 18 730 Árbitro: MRI Parmendra Nunkoo |

| 14 de novembro de 2015 | Gabão     | 1 – 0 (pro) | Moçambique | Stade d'Angondjé, Libreville                 |
| 18:00 (UTC+1)          | Evouna 3' | Relatório   |            | Público: 20 000 Árbitro: SEY Bernard Camille |

|                                          |       | Penalidades                             |  |
| Poko Evouna Tandjigora Obiang Aubameyang | 4 – 3 | Júnior Miquissone Baúque Domingues Miró |  |

1–1 no placar agregado. Gabão venceu a disputa por pênaltis e avançou a terceira fase.
| 12 de novembro de 2015 | Benim                                  | 2 – 1     | Burquina Fasso | Stade de l'Amitié, Cotonou                      |
| 16:00 (UTC+1)          | Sessègnon 45+2' (pen) · Babatounde 85' | Relatório | Nakoulma 51'   | Público: 17 000 Árbitro: MAR Bouchaïb El Ahrach |

| 17 de novembro de 2015 | Burquina Fasso                  | 2 – 0     | Benim | Stade du 4 Août, Ouagadougou                   |
| 18:00 (UTC+0)          | Pitroipa 18' (pen) · Traoré 71' | Relatório |       | Público: 21 212 Árbitro: ALG Mehdi Abid Charef |

Burkina Faso venceu por 3–2 no placar agregado e avançou a terceira fase.
| 12 de novembro de 2015 | Togo | 0 – 1     | Uganda     | Stade de Kégué, Lomé                        |
| 15:30 (UTC+0)          |      | Relatório | Ochaya 40' | Público: 25 000 Árbitro: GUI Yakhouba Keita |

| 15 de novembro de 2015 | Uganda                   | 3 – 0     | Togo | Estádio Nacional, Kampala                        |
| 16:00 (UTC+3)          | Massa 3' · Miya 40', 45' | Relatório |      | Público: 40 000 Árbitro: MAD Hamada Nampiandraza |

Uganda venceu por 4–0 no placar agregado e avançou a terceira fase.
| 13 de novembro de 2015 | Angola    | 1 – 3     | África do Sul                            | Estádio Nacional de Ombaka, Benguela               |
| 15:30 (UTC+1)          | Gelson 1' | Relatório | Rantie 14' · Gabuza 20' · Jali 81' (pen) | Público: 25 000 Árbitro: ETH Bamlak Tessema Weyesa |

| 17 de novembro de 2015 | África do Sul | 1 – 0     | Angola | Estádio Moses Mabhida, Durban              |
| 19:00 (UTC+2)          | Diniz 66'     | Relatório |        | Público: 17 152 Árbitro: KEN Davies Omweno |

África do Sul venceu por 4–1 no placar agregado e avançou a terceira fase.